# Нико-Перес
Нико-Перес (исп. Nico Pérez) — населённый пункт на востоке центральной части Уругвая, в департаменте Флорида.

## География
Расположен на границе с департаментом Лавальеха, нелалеко от городка Хосе-Батлье-и-Ордоньес. Между этими двумя населёнными пунктами проходит автомобильная дорога № 7 и железная дорога.

## История
Деревня с названием Нико-Перес была основана 10 апреля 1896 года. 19 марта 1907 года стала частью города Хосе-Батлье-и-Ордоньес. 14 октября 1955 года часть деревни, расположенная в границах департамента Флорида, вновь стала самостоятельной, отделившись от города и получив статус Pueblo указом Nº 12.232.

## Население
По данным на 2011 год население Нико-Перес составляет 1030 человек.
| Год  | Население |
| ---- | --------- |
| 1963 | 743       |
| 1975 | 958       |
| 1985 | 580       |
| 1996 | 890       |
| 2004 | 1049      |
| 2011 | 1030      |

Источник: Instituto Nacional de Estadística de Uruguay